# 资源调动
资源调动是指使用不同的机制从资源提供者那里获取资源的过程，以实现组织预先确定的目标。这是一个用于社会运动研究的理论，认为社会运动的成功取决于资源（时间、金钱、技能等）和使用它们的能力。
它涉及及时、具有成本效益的方式获取所需的资源。资源调动倡导通过正确利用获得的资源，在正确的时间以正确的价格拥有正确的资源类型，从而确保最佳利用资源。
这是20世纪70年代出现的社会运动研究中的主要社会学理论。它强调了运动成员获取资源的能力和动员人们实现运动目标的能力。与传统相反集体行为理论，将社会运动视为越轨社会学和非理性的资源调动将它们视为由社会行为者创建和填充的理性制度，其目标是采取社会行动。

## 理论
根据资源调动理论，社会运动组织中的核心专业团体致力于带来金钱、支持者、媒体关注、与当权者结盟，并完善组织结构。该理论围绕着社会变革信息如何从个人到个人以及从团体传播到团体的中心概念。社会运动所需的条件是多个个人和组织共同的不满、关于社会原因的意识形态以及如何减少这些不满的概念。
该理论假设个人是理性的：个人权衡参与运动的成本和收益，只有在收益大于成本时才采取行动。当运动目标采取公共产品的形式时，必须考虑搭便车的困境。
社会运动以目标为导向，但组织比资源更重要。组织是指社会运动组织（SMO）与其他组织（其他SMO、企业、政府等）之间的互动和关系。组织的基础设施效率本身就是一个关键资源。
资源调动理论可以分为两个阵营：John D.麦卡锡和梅耶·扎尔德是该理论的经典创业（经济）版本的创始人和主要倡导者，查尔斯·蒂利和道格·麦克亚当是被称为政治过程理论的资源调动的政治版本的支持者。
创业模式解释了集体行动是经济因素和组织理论的结果。它认为，不满不足以解释社会运动的形成。相反，获给和控制资源是关键因素。供求规律解释了资源流入和流出的流动，个人行动或缺乏行动是由理性选择理论解释的。
政治模式侧重于政治斗争，而不是经济因素。
在20世纪80年代，其他社会运动理论，如社会建构主义和新社会运动理论，挑战了资源调动框架。

## 资源类型
Edwards和McCarthy确定了社会运动组织可用的五种资源：
- 道德：可用的资源，如团结支持、合法性和同情支持，这些资源很容易被撤回，使其比其他资源更不容易获得。
- 文化：可能已经广为人知，但不一定广为人知的知识。例子包括如何完成具体任务，如举办抗议活动、召开新闻发布会、召开会议、组建组织、发起节日或上网。
- 社会组织：处理传播信息的资源。它们包括有意的社会组织，是为了传播运动的信息而创建的，以及为社会变革而建立的适合的社会组织。例子包括散发传单、举行社区会议和招募志愿者。
- 材料：包括财务和实物资本，如办公空间、金钱、设备和用品。
- 人力：特定领域的劳动力、经验、技能和专业知识等资源。比其他一些（道德、文化和社会组织）更具体，更容易量化。

## 批评
批评者指出，资源调动理论未能解释社会运动社区，社会运动社区是围绕社会运动组织的个人和其他团体的大型网络，并向他们提供各种服务。批评者还认为，它未能解释资源有限的群体如何成功地带来社会变革，该理论没有赋予不满、身份和文化以及许多宏观社会学问题足够的权重。

## 示例

### 民权运动
主要文章：民权运动
Aldon Morris声称，资源调动理论可以解释美国民权运动激增。运动的兴起并不是因为美国黑人同时感到沮丧，导致叛乱，相反，是领导人的动员和组织引发了运动。Aldon Morris重新塑造的一些领导人是罗莎·帕克斯和马丁·路德·金，他们结合有色人种协进会、南方基督教领袖会议、学生非暴力协调委员会、CORE和小企业、工会、学生组织和信仰团体的努力，领导了民权运动。这些组织共同调动了大量资源，而不是单独调动，导致大规模动员了为同一目标而奋斗的人。阿尔登·莫里斯所做的研究表明，社会运动依赖于赋予弱势的人权力的能力：“民权运动不顾压倒性的困难和历史传统，设法推动改革剥夺非裔美国人基本公民权利的压迫性和僵化种族主义文化剧目、习俗和法律。”

### MoveOn.org
MoveOn.org是一个社会运动组织，资源调动理论可以适用于它，因为它是人们签署请愿书或开始新请愿书的平台与政治过程理论相加，政治过程理论是一种社会运动理论，认为社会运动要么成功，要么因为政治机会而失败，MoveOn.org是一个成功的工具，因为它的可访问性，这将使人们更有可能发起请愿并朝着共同目标前进。换句话说，资源调动适用于MoveOn.org，因为网站本身是互联网消费者可以访问的现有资源，这有助于调动组织的目标，而调动对MoveOn.org的成功至关重要。此外，资源调动适用，因为创建该组织的人知道如何使用可用资源，这意味着任何使用网站签署或发起请愿书的人都是理性的社会行为者，充当效用最大化者，在决定成为社会运动的一部分之前，会比较成本和收益。

### 阿拉伯之春
阿拉伯之春就是另一个例子。2010年12月出生于突尼斯，日益严重的动乱蔓延到埃及、叙利亚和也门。通过2011年埃及革命研究资源调动的研究人员发现，依靠社交媒体传播社会行动信息，而政府则努力审查媒体，并通过切断互联网将这些国家与世界其他地区隔离开来。这些国家的活动家通过推特等社交媒体平台相互交流，以协调抗议活动，相互关注并传播社会变革信息。研究人员指出，埃及革命展示了利用社交媒体迅速传播社会变革的信息，并动员了大量人群。另一组研究阿拉伯之春期间突尼斯社会运动的研究人员发现，网络活动源于对政府出于政治目的对互联网使用限制增加的不满，以及缺乏社会经济机会。

## 与其他字段的连接
资源调动理论已经与其他领域一起研究，如框架理论。已经发现框架过程和社会运动之间存在不断发展关系的证据。这种关系导致了社会运动故事中使用的两个框架的确定：诊断，涉及确定因果关系或原因的根源，以及预测，即如何创造社会变革的攻击计划。

## 进一步阅读
- 约翰·D.麦卡锡和梅耶·N。Zald，Jonathan H.的社会运动资源调动理论的持久活力。Turner（编辑），《社会学理论手册》，2001年，p.533-65
- Diana Kendall，我们时代的社会学，Thomson Wadsworth，2005年，ISBN 0-534-64629-8 谷歌图书，第531页
- 史蒂文·M.Buechler，先进资本主义的社会运动，牛津大学出版社，1999年，ISBN 0-19-512604-1，谷歌图书，第34页